# Буваль, Жюль
Жюль Анри Буваль (фр. Jules-Henri Bouval; 9 июня 1867, Тулуза — 25 февраля 1911, Париж) — французский органист и композитор. Брат скульптора Мориса Буваля.
Окончил Парижскую консерваторию, где изучал гармонию у Теодора Дюбуа (1889, первая премия), композицию у Лео Делиба и Жюля Массне, фортепиано у Антуана Мармонтеля и орган у Сезара Франка. В 1893 году подал на соискание Римской премии кантату «Антигона», удостоенную почётного упоминания.
С 1900 года и до конца жизни органист церкви Святого Петра в парижском пригороде Шайо. Преподавал гармонию в Парижской консерватории.

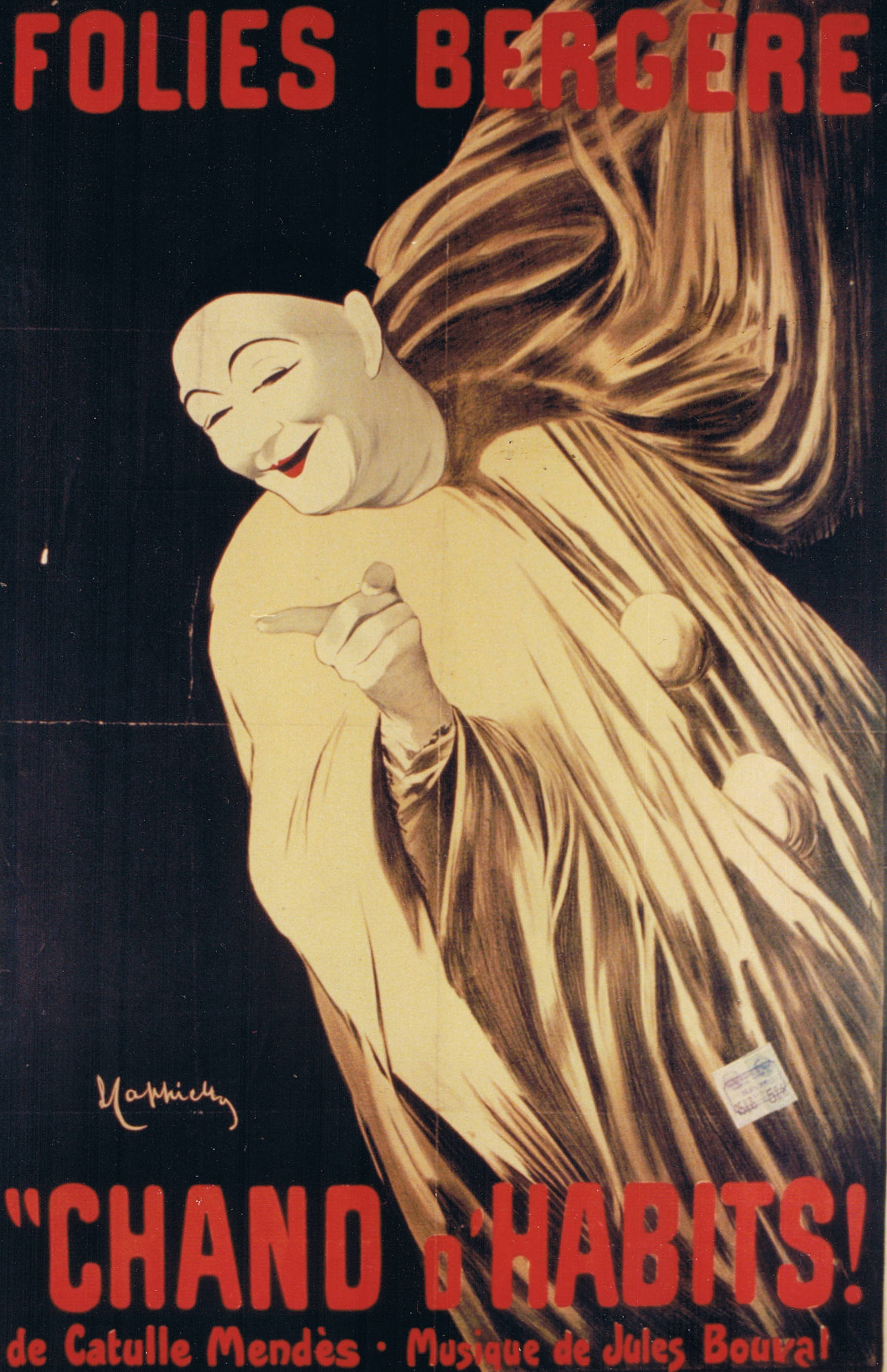
Афиша пантомимы Буваля и Мендеса «Старьёвщик!» (1896)

Написал одноактную оперу «Голубая комната» (фр. La chambre bleue; 1901, либретто Э. Ноэля по одноимённой новелле Проспера Мериме) и музыку к пантомиме в трёх действиях «Старьё берём!» (фр. Chand d'habits!; 1896, либретто К. Мендеса по фантазии Теофиля Готье на фольклорные темы), предназначенной для известного парижского мима Северена, — эта пантомима пользовалась достаточным успехом для того, чтобы Северен возобновил её в 1921 году. Кроме того, Бувалю принадлежит ряд органных и фортепианных пьес и песен, среди которых — положенное на музыку стихотворение М. Ю. Лермонтова «Тучи» во французском переводе Александра Дюма.
Памяти Буваля посвящён «Похоронный марш» его соученика по консерватории Луи Вьерна из его «24 пьес в свободном стиле» (1913).